# Barátcsuszka
A barátcsuszka vagy fehérbegyű csuszka (Sitta carolinensis) a verébalakúak (Passeriformes) rendjébe, ezen belül a csuszkafélék (Sittidae) családjába tartozó faj.

## Előfordulása
Kanada, az Amerikai Egyesült Államok és Mexikó területén honos. A természetes élőhelye szubtrópusi és trópusi síkvidéki és hegyi esőerdők, mérsékelt övi erdők, valamint ültetvények és vidéki kertek.

## Alfajai
- Sitta carolinensis aculeata Cassin, 1856
- Sitta carolinensis alexandrae Grinnell, 1926
- Sitta carolinensis atkinsi
- Sitta carolinensis carolinensis
- Sitta carolinensis kinneari
- Sitta carolinensis lagunae
- Sitta carolinensis mexicana
- Sitta carolinensis nelsoni
- Sitta carolinensis oberholseri
- Sitta carolinensis tenuissima Grinnell, 1918
- Sitta carolinensis umbrosa

## Megjelenése
Testhossza 15-16 centiméter, testtömege 18-30 gramm. Feje teteje és tarkója fekete, háta és szárnyai szürkéskékek, az arcrész, a nyaka és a hasa fehér, csőre hegyes.

## Életmódja
A csuszka fákon él, nevét is onnan kapta, hogy akár fejjel lefele is haladva mintegy „csúszkál” a fatörzseken. 
|  |  |

## Szaporodása
Erdők fáinak odvaiban rendezi be fészkét.